# Inhibiteur de la glycoprotéine IIB/IIIA
Les antagonistes du récepteur GPIIb / IIIa sont des médicaments antiagrégants plaquettaires.

## Types
L'abciximab est un anticorps monoclonal ciblant cette protéine. 
Le tirofiban est un peptide synthétique. L’eptifibatide est un peptide cyclique basé sur la séquence Arg – Gly – Asp («RGD») commune aux ligands des récepteurs GPIIb / IIIa. Les deux sont administrés par voie intraveineuse en complément de l'aspirine.  ils réduisent les manifestations précoces du syndrome coronarien aigu
Le traitement oral à long terme avec des antagonistes des récepteurs GPIIb / IIIa n’est pas efficace et peut être nocif. Sans surprise, ils augmentent le risque de saignement.

## Contre-indications
Les contre-indications sont :
- Hémorragie active et risque accru d'hémorragie.
- Insuffisance hépatique.

## Effets secondaires
Les effets secondaires connus sont :
- Hémorragie
- Thrombocytopénie
- Rarement : réactions d'hypersensibilité.

## Interactions
Risque accru d'hémorragie en cas de prise de plusieurs anti-thrombotiques ou d'association des antagonistes des récepteurs de la glycoprotéine IIb/IIIa à d'autres médicaments présentant un risque d'hémorragie tels que les AINS, ISRS et inhibiteurs de la recapture de la sérotonine et de la noradrénaline (IRSN).